# لوحة أم
اللوحة الأم (بالإنجليزية: Motherboard)‏ وتعرف أيضاً باسم اللوحة الرئيسية (بالإنجليزية: Mainboard)‏ ولوحة النظام (بالإنجليزية: System Board)‏ هي لوحة دارات مطبوعة مركزية أو رئيسية في نظام إلكتروني معقد (مثل الحاسوب).
عادة، في الحاسوب يبنى المعالج الدقيق وذاكرة الوصول العشوائي وذاكرة القراءة فقط على اللوحة الأم مباشرة، أجزاء أخرى مثل وسائط التخزين الخارجية، شاشات المراقبة، الطابعات والماسحات الضوئية توصل باللوحة الأم عن طريق وصلات أو كابلات. كما تتصل بهذه اللوحة جميع الأجزاء الأخرى للحاسوب، وفيها يكون الناقل (بالإنجليزية: BUS)‏ الذي يقوم بنقل المعلومات بين الأجزاء المختلفة من الحاسوب.

## أنواع اللوحة الأم
نسبة للأنواع القديمة. كما تدعم اللوحة مخارج ISA و PCI معًا. وكما في لوحة آ تي، يوجد تصميم مصغر أيضاً للوحة آ تي أكس يسمى «آ تي أكس المصغر» (Mini ATX) أبعادها 11.2×8.2 بوصة.
اللوحات الأم من نوع أن أل أكس (NLX) ظهرت في عام 1996م وتشبه لوحة آ تي أكس.
أولًا: أنواع المذربورد (اللوحة الأم)، تصنف أنواع المذربورد حسب شكلها وتصميمها وطريقة ترتيب القطع الرئيسية والمنافذ وهي تصنف إلى ثلاثة أنواع رئيسية، وهي كالتالي:
1. AT motherboard
2. ATX motherboard
3. NLX motherboard

اللوحات الأم من نوع AT يرجع تصميمها إلى شركة IBM المعروفة، وكانت هي الأكثر انتشارًا من عام 1980 وحتى 1990. تحتوي هذه اللوحة على منافذ ISA فقط. والأنواع الجديدة تحتوي على منافذ PCI الحديثة بالإضافة لـ ISA وأبعاد هذه اللوحة عي 12 x 13 انش ويوجد نوع آخر أصغر حجمًا 8.66 x 13 انش يسمى (mini AT motherboard) ويحتوي على عدد أقل من المنافذ لأنه أصغر حجمًا من النوع العادي
اللوحات الأم من نوع ATX ظهرت في عام 1996 وهي أكثر الأنواع استخدامًا الآن وتصنف بأنها من النوع التجاري، وتشبه في تصميمها لوحة mini AT ولكن باختلاف في زاوية الدوران بـ 90 درجة للمكونات مثل المعالج، وهذا الدوران يوفر مساحة لإضافة كروت (adapter cards) ومخارج الصوت والصورة وغيرها. ومن التغيرات الأخرى هي وجود عدد أقل من الكيبلات (موصلات الطاقة) الداخلية في اللوحة بالإضافة إلى وجود مروحة عند مزود الطاقة الكهربائية (power supply) لتبريد المعالج واللوحة الأم، ومن الأسباب الأخرى لانتشار هذا النوع هو كلفتها البسيطة للشركة المصنعة وحجمها الصغير نسبة للأنواع القديمة، والـ ATX يدعم مخارج الـ ISA والـ PCI معًا، وكما في الـ AT فإنه يوجد تصميم مصغر أيضًا للـ ATX يسمى mini ATX أبعاده 11.2 x 8.2
اللوحات الأم من نوع NLX ظهرت في عام 1996 وتشبه لوحة الـ ِATX.

## مكونات اللوحة الأم

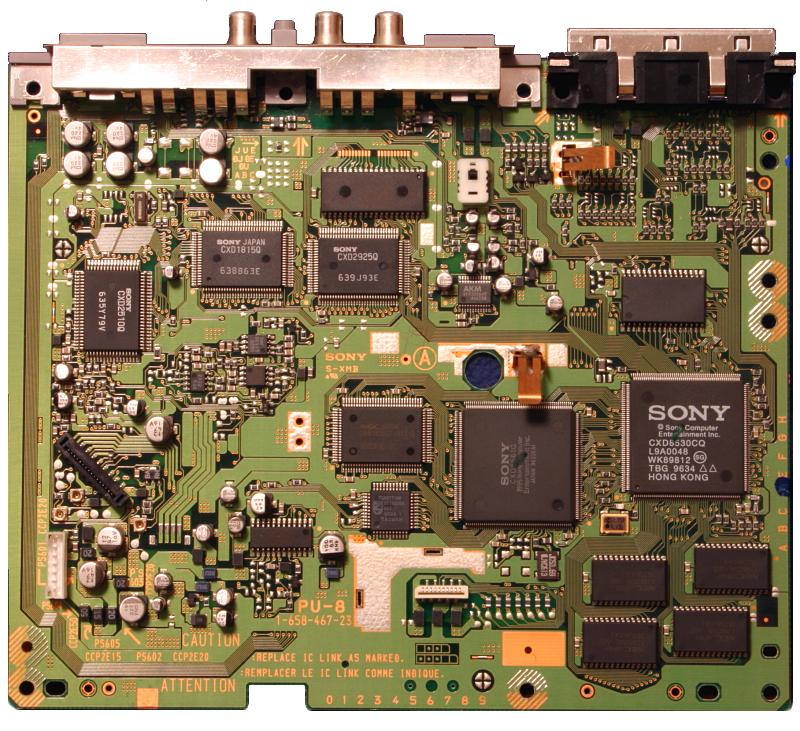
اللوحة الأم لسوني بلاي ستيشن

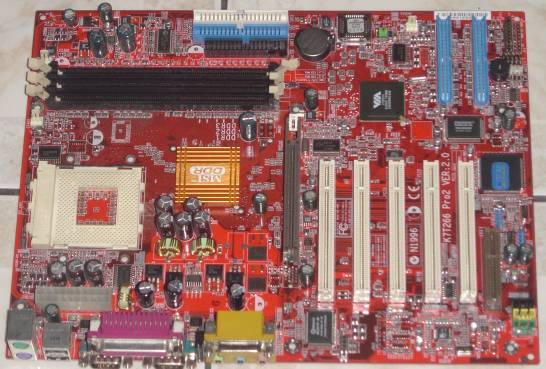
اللوحة الام

تتكون اللوحة الأم من:

### لوحة الدوائر المطبوعة (printed)
وهي اللوحة التي تركب عليها جميع مكونات اللوحة الأم، وهو عبارة عن مربع بلاستيكي يحتوي على ثقوب تلاءم حجم إبر المعالج وذلك لوصله باللوحة الأم وتبادل البيانات بين اللوحة وبين المعالج وبالطبع ونظرًا لاختلاف المعالجات من حيث الشكل والتردد فإن لكل معالج مقبس خاص به، وأحيانًا تشترك معالجات الشركة نفسها بنفس المقبس، فمثلًا تقوم الشركة الأمريكية Intel بتصنيع المعالج الشهير بينتيوم والمعالج سيليرون Celeron بحيث يتشاركان بنفس المقبس Socket، ولكل مقبس شكل وعدد إبر معين تختلف باختلاف المعالج الذي تدعمه.

### شريحتا الجسر الشمالي والجسر الجنوبي (طقم الرقاقات)
أسماء غريبة لإن الشمال والجنوب يتغير بحسب إدارتك لاتجاه اللوحة الأم، ولكن لسبب أو لآخر فإن مصنعي اللوحات الأم قد اتفقوا على هذه التسميات، الجسر الشمالي هي الشريحة التي تكون قريبة من المعالج والذاكرة وشق AGP لكروت الشاشة وشقوق PCI x16 الحديثة، مهمة هذه الشريحة تتمثل في عملية نقل المعلومات والاتصال ما بين المعالج والذاكرة وكرت الشاشة، البيانات بين المعالج والذاكرة الرئيسية تنتقل بواسطة بالناقل الأمامي (بالإنجليزية: Front-Side Bus أو FSB)‏.

### شقوق الذاكرة العشوائية (RAM slots)
تتميز بلونها الأسود في حالة عدم وجود خاصية "Dual Channel" ووجود قفلين باللون الأبيض على أجنابها، وإذا كانت اللوحة الأم بها خاصية "Dual Channel" فأن شقوق الذاكرة سيكون لها لونين مختلفين، هذه الشقوق تختلف بحسب نوع الذاكرة المستخدمة، الدارج الآن هو 4 أنواع من الذواكر وهي
إس دي رام ودي دي آر-إس دي رام وRDRAM، وأخيرا ذاكرة DDR2.
نستطيع أن نقول أن شركات المذربورد توقفت عن إنتاج لوحات تدعم ذاكرة SDRAM، وأما RDRAM فلا زالت تنتجها بعض الشركات ولكن على نطاق ضيق، طبعًا أنواع الذاكرة غير متوافقة مع بعضها ولذا لا يمكن تركيب أكثر من نوع ولا يمكن تركيب نوع بشق مصمم لنوع آخر.
كل نوع من الذاكرة تعمل وفق ترددات مختلفة، ذاكرة SDRAM تعمل بترددات من 66 إلى 133 ميغاهرتز وذاكرة DDR-SDRAM تعمل بترددات 200 و 266 و333 و 400 و 500ميغاهرتز بينما ذاكرة RDRAM تعمل بترددات مختلفة أعلاها 800 ميغاهرتز وتعمل وفق تقنية مختلفة، أما ذاكرة DDR2 فهي متوفرة الآن بترددات 400 و533 و 667 و 800 ميجاهيرتز وهي المعتمدة الآن في غالب اللوحات وكذلك ترددات 900 و 1000 و 1066ميغاهرتز، وتعمل ذاكرة DDR2 على لوحات أم تدعم المقبس 775 لمعالجات إنتل ومقبس AM2 لمعالجات AMD، تعمل ذاكرة DDR2 بنفس تقنية DDR-SDRAM وهي نقل بيانين في الدورة الواحدة (double data rate mode)، ولكن ذاكرة DDR2 صممت لتصل إلى سرعات عالية، وهي تستخدم طاقة منخفضة تصل إلى 1,8 فولت، بينما تصل إلى 2,65 فولت في الذواكر الأخرى.

### شقوق التوسعة (Expansion slots)
وهي عبارة عن شقوق تقع في القسم الجنوبي من اللوحة الأم، وظيفتها هي إضافة الكروت المختلفة (cards) التي تعتبر بعضها ضرورية مثل كرت الشاشة (الذي يقوم بإصدار الصور وإرسالها إلى الشاشة لعرضها) والذي لا يعمل الحاسب بدونه، وهنالك بعض الكروت التي تتم إضافتها بحيث تعطي الحاسب ميزات جديدة لكنها ليست مهمة لكي يعمل الحاسب، ومثال على ذلك كرت الصوت (بطاقة الصوت) الذي يقوم بصنع الأصوات وإرسالها إلى السماعة. شقوق التوسعة أنواع كثيرة منها القديم جدا والحديث والبطيء والسريع، ومن أنواعها:

#### شق ISA
ويحمل الاختصار Industry Standard Architecture وهو من الشقوق القديمة والبطيئة حيث يعمل بتردد 8 ميجاهرتز وبعرض 16 بت كما أن حجمه كبير جدًا وأداؤه منخفض.

#### شق PCI
ويحمل الاختصار peripheral component interconnect وهو من الشقوق المستعملة في أيامنا هذه وذلك لتوصيل كروت الصوت والمودم Modem وغيرها، وشق PCI سريع وعملي حيث يعمل بتردد 33 ميجا هرتز وبعرض 32 بت، طبعا هنالك شق PCI -x الذي يصل تردده إلى 133 ميجاهرتز وبعرض 64 بت وهو مستخدم في لوحات الأم الخاصة بالخادمات (servers).

#### شق AGP
تقريبًا جميع كروت الشاشة الحالية تستخدم تقنية AGP وهي اختصار لجملة Accelerated Graphics Port، وهي تتميز عن باقي الشقوق بلونها المختلف عنها، وتبلغ سرعتها 66 MHZ، يوجد نوعان من شقوق AGP، النوع الأساسي ويسمى AGP فقط، وهناك النوع المخصص لكروت المحترفين ويسمى AGP-Pro، يتميز النوع المخصص لكروت المحترفين بكونه أكبر حجمًا، الزيادة في الحجم سببها حاجة هذه الكروت لحجم أكبر من الطاقة وبالتالي يخصص لها موقع خاص للكهرباء، يمكن تركيب كروت AGP على شقوق AGP-Pro ولكن لا يمكن تركيب كروت AGP-Pro على شقوق AGP، شقوق AGP تعمل وفق تقنيات نقل بيانات مختلفة:
- AGPx1 ويعمل بسرعة 264MB/S
- AGPx2 ويعمل بسرعة 528MB/S
- AGPx4 ويعمل بسرعة 1056MB/S
- AGPx8 ويعمل بسرعة 2112MB/S

كما ينقسم شق AGP إلى ثلاثة أنواع:
داعمًا لتقنية 1x/2x والثاني يدعم تقنية 4x/8x وأما الثالث فقياسي يعمل على الجميع ويسمى Universal، ويكمن في موضع الجسر الذي يفصل بين قسمي الشق، ولا يوجد في تقنية Universal أي جسر لذلك
الشق البديل عن AGP ظهر على اللوحات الأم المبنية على آخر أطقم رقاقات، وتميز بلونه الأسود الداكن في معظم اللوحات الأم التي تدعمه، يعمل
الشق عادة بناقلين هما x1 وتبلغ سرعته في نقل البيانات 250 ميجابايت في الثانية في اتجاه واحد أي 500 ميجابايت في اتجاهين، وهي أسرع من شق PCI الذين كان ينقل بسرعة 132 ميجابايت في الثانية، ويبدو أنها ستأخذ مكان شق PCI بعد سنوات، الناقل الثاني هو x16 الذي أخذ مكان شق AGP في اللوحات الجديدة وتبلغ سرعة نقل البيانات في هذا الناقل 4 جيجابايت في الثانية في اتجاه واحد أي ضعف سرعة شق AGPx8، لقد صمم وطور هذا الشق حتى يتناسب مع المنافذ الأخرى ذات الاتصال السريع مثل 1394a/b, USB 2.0, Gigabit Ethernet ويسمى هذا الشق أيضًا "3GIO " أو (Third-Generation Input/Output). بقي أن نعرف أن منفذ PCIe-x1 ينظم عمله ويتحكم فيه الجسر الجنوبي أما منفذ PCIe-x16 فيتحكم فيه الجسر الشمالي بحيث يكون متصلا مباشرة بالمعالج، ذلك أن منفذ PCIe-x16 يعمل بحجم باندودث ضخم أكبر من سعة الناقل ما بين الجسر الشمالي والجسر الجنوبي
يجدر بنا أن ننوه إلى أن ناقل (شق) PCIe ليس هو نفسه ناقل PCI-X فهما تقنيتان مختلفتان، وسيقوم أحد محرري الموقع بكتابة مقال كامل عن شقوق التوسعة الخاصة باللوحات الأم بمختلف أنواعها، بدءًا من الواقل

### طقم الرقاقات (Chipsets)
عبارة عن شريحتين مربعتين الشكل الأولى تقع في الجزء الشمالي من اللوحة الأم وتسمى الجسر الشمالي (north bridge)، مهمتها هي وصل المعالج والذاكرة العشوائية وكرت الشاشة مع بعضهم البعض وتنظيم نقل البيانات فيما بينهم، حيث أنها المحور الذي يقوم باستقبال البيانات من المعالج وإرسالها إلى الذاكرة العشوائية وكرت الشاشة وهكذا. طبعًا الجسر الشمالي هو الذي يحدد نوع المعالج الذي تدعمه اللوحة الأم ويحدد نوع الذاكرة وكميتها التي تدعمها اللوحة الأم كما أنه يحدد سرعة الشق AGP (كما ذكر سابقًا. أما الشريحة الأخرى فتسمى الجسر الجنوبي (South Bridge) وتقع في الجزء الجنوبي من اللوحة الأم ومهمتها وصل أجهزة الإدخال والإخراج مع بعضها البعض ومن ثم وصلها بالمعالج والذاكرة العشوائية، وهي التي تحدد مثلا سرعة نقل البيانات القصوى بين اللوحة الأم والقرص الصلب، طبعٌا الجسر الشمالي يصدر كميات كبيرة من الحرارة التي تقوم بإتلافها لذلك فهي مزودة بنوع من المبردات لطرد الحرارة أما الجسر الجنوبي فهو لا يصدر حرارة لذلك لا يحتاج إلى مبرد.

### شقوق CNR و AMR و ACR
وهي اختصار لجملة Communication Network Riser، وتتميز بلونها البني وحجمها الصغير، هي مصممة لبعض أنواع الكروت مثل كرت المودم وكرت الشبكة والتي تستمد كامل احتياجاتها التشغيلية من المعالج، للأسف لا توجد أي كروت من هذا النوع للمستخدم العادي وهي مخصصة للشركات التي تقوم بتجميع الأجهزة، أما AMR فهو اختار لكلمة Audio Modem Riser وهي مطابقة لشقوق CNR ولكنها مصممة لكروت الصوت تخصيصا، الشق الثالث هو ACR وهو اختصار Advanced Communication Riser هذه الشقوق فكرتها نفس AMR و CNR ولكنها تعمل مع جميع كروت الاتصال، هذا يتضمن المودم وكرت الشبكة، الشكل مقارب لشقوق PCI ولكنها بعكس الاتجاه، طبعا الكروت المتوافقة مع هذه الشقوق غير متوفرة للمستخدم العادي وغالبا ما تأتي مع اللوحة الأم، كذلك فإن غالب اللوحات الأم لا تحتويها، بقي أن نعرف أن عدم الإقبال عليها في فترة مضت سيجعلها منعدمة مستقبلا.

### مقبس IDE المخصص للأقراص الصلبة وسواقة الأقراص الضوئية
مسمى IDE اختصار لكلمة Intelligent Drive Electronics ويرمز لنوع المقبس وليس للتقنية المستخدمة لنقل المعلومة، ويبلغ طول المقبس حوالي 5 سم ويحوي صفين من الإبر بمجموع 40 إبرة، التقنيات المستخدمة لنقل المعلومة هي ATA وهنا سأستخدم تفسير شركة IBM لهذا الرمز والذي يعني (Advanced Technology Attachment)، التقنيات الحالية المصنعة وفق تقنية ATA هي ATA100 و ATA133 والفرق بين هذه التقنيات هو بحجم المعلومة التي يمكن نقلها بنفس الوقت، سرعة نقل المعلومة تقاس بالميغابايت في الثانية ومن هنا نستطيع قياس قدرة كل تقنية بواسطة الرقم الموجود بجانب حروفها، فتقنية ATA133 تعني القدرة على نقل 133 ميجابايت في الثانية، وتحوي كل لوحة أم على مقبسي IDE الأول وسمى Primary IDE والثاني ويسمى Secondary IDE وكل واحد منهما قادر على أن يوصل به جهازين (قرص صلب أو دي في دي) المقبس الأساسي ويسمى Primary IDE المقبس الثانوي ويسمى Secondary IDE، الأقراص المربوطة بالمقبس الأساسي هي أول أقراص يتم التعرف عليها من قبل الحاسب، ولذا فان القرص الصلب الرئيسي للجهاز يجب أن يوصل على هذا المقبس، ويمكن توصيل جهازين بكل مقبس، ويمكن أن يكون كلاهما أقراص صلبة أو كلاهما قارئ أقراص ضوئية أو دمج بين الاثنين، أحد هذه الأقراص يجب أن يكون (Master) والأخر يجب أن يكون (Slave)، ويكمن تحديد الـ (Master) و (Slave) باستخدام الجمبر الموجود في القرص الصلب، مجموع الأجهزة التي يمكن تركيبها على مقبسين IDE هو 4 أجهزة، ولكن هذا لا يمنع من تركيب جهاز واحد فقط على المقبس الأساسي.
اللون الدارج لهذه المقابس هو اللون الأسود للتي تعمل بتقنية ATA33 واللون الأزرق للتي تعمل بتقنيتي ATA66 و ATA100 و ATA133، ولكن هذه الألوان غير متفق عليها بين جميع الشركات المصنعة للوحات الأم فلذا يمكن أن تجد مقبس ATA100 باللون الأسود أو الأبيض أو الأزرق أو الأحمر.

### مقابسساتا
هي حروف ATA التي سبق التعريف بها مضافًا إليه حرف S للدلالة على كلمة Serial والتي تعني تسلسلية أو متعاقبة، على عكس تقنية ATA التي تستخدم التزامن Parallel لذلك يمكننا أن نسمي تقنية ATA بتقنية PATA أما تقنية SATA فتختلف تمامًا عنها، وبدأت هذه التقنية باسم SATA/150 للدلالة على سرعة 150MB/s والتقنية المرتقبة ستكون SATA300 ثم SATA600 والتي ستكون بأداء عال جدا للأقراص الصلبة كما يجب أن ننتبه إلى أن الكثير من المواقع تعرف تقنية SATA II على أنها بسرعة 3.0GB/s، وكل منفذ من هذه المنافذ تقبل جهازين في آن واحد، حالها كحال تقنية IDE، كما تتميز هذه التقنية باستخدام حزام كيبل أصغر بكثير من القديم، كما تتميز هذه التقنية بسهولة توصيلها لخارج الجهاز وتحويل القرص الصلب الداخلي إلى خارجي، ويمكن لهذه التقنية التعامل مع كيبل بيانات بطول متر، أما تقنية ATA فنصف هذا الطول.

### = مقبسريد
وإذا كنا نتحدث عن القرص الصلب، فلا يمكن أن نغفل عن الحديث عن تقنية ريد، وهي اختصار لجملة (Redundant Array of Independent Disks)، تم تطوير هذه التقنية حتى تعطينا السرعة والمرونة في زيادة حجم القرص الصلب باستخدام أكثر من قرص صلب وبدون استخدام قرص صلب ذو سعة كبيرة، تعمل هذه التقنية في حالة وجود أكثر من قرص صلب واحد في الجهاز، بحيث تقوم بجمع السعات الموجودة في الأقراص الصلبة والتعامل معها على أنها قرص صلب واحد وهو (Master)، كما أن هناك 6 مستويات لهذه التقنية وهي من المستوى 0 إلى المستوى 5، المستوى 0 والمستوى 1 موجهتان للمستخدم العادي، والمستويات الأخرى للأجهزة الخادمة والمتخصصة، ولا تتوفر هذه المقابس في جميع اللوحات الأم، وتكون على شكل مقبسين إضافيين على نفس شكل مقبس IDE إلا أنهما يأخذان لونًا واحدًا، ولكل شركة ذوقها في اختيار الألوان، ويوجد مقال بعنوان نظرة فنية في تقنية RAID يمكنك الرجوع إليه كذلك تتوافر تقنية RAID مع تقنية SATA.

### مقبس FDD المخصص لسواقة الأقراص المرنة
لتوصيل كابل القرص المرن ويرمز له ب FDD وتعني Floppy Disk Drive، في العادة يكون لونه أسود ويميز بكونه أصغر من المقابس الأخرى، ويبلغ عدد الإبر فيه 34 إبرة.

### البيوس
رمز بيوس هو اختصار لمصطلح Basic Input Output System وهي تعني النظام (البرنامج) الأساسي لدخول وخروج المعلومة، هذا البرنامج مسؤول عن أساسيات عمل الحاسب، أمور مثل التحكم بشريحتي الجسر الشمالي والجنوبي والكروت التي تركب على الحاسب، يتم عملها من البيوس ومن ثم توصيلها لنظام التشغيل المستخدم على الحاسب مثل ويندوز وغيره، برامج البيوس الحديثة تعطيك القدرة على التحكم بكل إعدادات الجهاز مثل سرعة المعالج والذاكرة وتواقيتهما وحتى القدرة على التحكم بقدرة الكهرباء التي تصل إلى المكونات، برنامج البيوس يتم تخزينه بشريحة تسمى ذاكرة القراءة فقط وهي اختصار لجملة Read Only Memory، مسمى الشريحة يدل على إنها من أنواع الذاكرة والتي تستطيع القراءة منها فقط، هذا الكلام كان صحيحا فيما سبق وذلك للمحافظة على هذا البرنامج المهم من التلف، فيتم حمايته من الكتابة عليه حتى لا يتلف، الوضع تغير الآن مع اللوحات الحديثة، الآن باستخدام برامج متخصصة بإمكانك أن تعمل ترقية لبرنامج البيوس وذلك لحل مشاكل ربما تقع في اللوحة الأم أو إضافة دعم لمعالج جديد، عند قيامك بعمل تعديلات على البيوس مثل تعريف قطعة جديدة من العتاد أو إعدادات سرعة الناقل الأمامي وحتى تغيير التاريخ والوقت، فإن هذه الإعدادات يتم حفظها بشريحة تسمى سيموس وهي رمز للمسمى العلمي Complementary Metal Oxide Semiconductor، هذه الشريحة لا تستطيع تخزين معلومات بدون طاقة كهربائية، لذا فهي مربوطة ببطارية صغيرة مهمتها تزويد هذه الشريحة بالكهرباء بصورة مستمرة. وقد ظهر في بعض اللوحات ما يسمى بالبيوس المزدوج (Dual BIOS) خاصة في لوحات أم جيجابايت، في الحقيقة البيوس المزدوج تعطي مجال أكبر للمستخدمين لترقية وتعديل البيوس بدون أي خطورة تذكر أو خوف، فعندما يحدث خلل أو خطأ أثناء ترقية البيوس، سيعطي البيوس المزدوج فرصة لإعادة النسخة الأصلية للبيوس بدون أي مشكلة، وإذا حدث هذه الخلل أو الخطأ في لوحة أم ليس بها البيوس المزدوج فسيكون الحل هو إعادة اللوحة الأم إلى المصنع أو إعادة برمجة البيوس عبر فني محترف.

### مقبس USB الداخلي
لوحة المنافذ الخارجية لا يمكن أن تحوي أكثر من منفذي يو إس بي وأحيانًا أربعة منافذ، بعض أطقم الرقاقات تدعم ما مجموعه 8 منافذ USB ولذلك دعت الحاجة إلى عمل هذه المقابس مباشرة على اللوحة الأم بحيث يستطيع الفني إضافة هذه المنافذ متى كان بحاجتها، وكل مقبس من المقابس يمكنه أن يوصل بمنفذين، ويتم تركيب هذه المنافذ إما على واجهة الهيكل أو في فتحات التوسعة في الجهة الخلفية من الهيكل.

### منفذييو إس بيوالسلك الناري
منفذ USB2.0 هو اختصار لجملة (Universal Serial Bus)، وهو يعتبر امتداد لــ USB1.1، ويعود الفضل لتطوير USB2.0 إلى شركات: هوليت-باكارد، إنتل، لوسنت، مايكروسوفت، إن إي سي وفيليبس، فقد استطاعت تطوير هذا المنفذ حتى وصل إلى 480 ميغابت بالثانية. أما منفذ فاير واير أو منفذ IEEE1394، فهو على جيلين متعاقبين، الجيل الأول وهو IEEE 1394a وتصل سرعة نقل البيانات في هذا النوع 400 ميغابت في الثانية، أما الجيل الثاني فهو IEEE 1394b وتصل سرعة نقل البيانات إلى 800 ميجابت بالثانية، ومن المنتجات التي تستخدم هذا المنفذ، وبقي أن نعرف أن شركة أبل هي من قامت بتطويره، يعتبر منفذا USB2.0 وفاير واير منافذ مرتفعة السعر (نسبيًا)، لسرعتها الفائقة في نقل البيانات كما أنها تدعم خاصيتي التوصيل والتشغيل و hot plugging، وهذا يعني قدرتهما على تزويد الجهاز المركب بالطاقة دون الحاجة لمصدر خارج الجهاز.

### لوحة الوصلات الخارجية
المقابس الموجودة على لوحة الوصلات الخارجية هي، مقبسي لوحة المفاتيح والفأرة، منفذ USB، مقبس Parallel للطابعة، مقبسي COM وإذا كانت اللوحة الأم تحتوي على ميزة الصوت فسيكون هناك مقبس ليد التحكم بالألعاب ومقابس السماعات والميكروفون وأحيانًا تحوي منفذ الشبكة LAN كما هو موضح في الصورة أعلاه، مواصفات ATX حددت كذلك موقع مقابس الوصلات الخارجية على اللوحة الأم، ومواصفات PC99 القياسية حددت لون مميز لكل وصلة.

### مقابس التوصيل بالهيكل
غالبًا ما تكون صفين من الإبر، تنقسم إلى متحكمات في التشغيل مثل إبرتي PWR أو PW اختصارًا لكلمة Power وهي موصلة بزر التشغيل الموجود على الهيكل، وإبرتي RES اختصارًا لكلمة Reset وهي مخصصة لعملية إعادة تشغيل الجهاز في حالة الطواريء وتعليق الجهاز، وكذلك مجموعة إبر للمؤشرات، أربع إبر متتالية للسماعة الداخلية للجهاز، وإبرتين لمؤشر نشاط القرص الصلب، وإبرتين أو ثلاث لمؤشر نشاط الجهاز ككل.

### القافزاتjumpers
وهي عبارة عن قطع بلاستيكية صغيرة جدًا بداخلها موصلات نحاسية مثبتة على إبر-Pins- على اللوحة الأم وذلك لتحديد بعض الإعدادات للعتاد، حديثًا تم الاستعاضة عن بعض القافزات بخيارات في البيوس.

### مفتاح DIP
وظفيته مثل وظيفة الجمبر، إلا أنها متوافر في اللوحات الحديثة، ويتميز هذا الجهاز بسهولة التعامل معه على عكس الجمبرز، وسهولة الوصول إليه، وغالبًا ما يحوي الإعدادات الرئيسية للمعالج، وبخاصة تردد الناقل الأمامي، ومعامل الضرب وأحيانًا فرق الجهد الخاص بالمعالج.

### النواقل
تتصل مكونات اللوحة الأم عن طريق النواقل، وهي عبارة عن خطوط نحاسية مطبوعة على اللوحة الأم تقوم بوصل جميع أعضاء اللوحة الأم وتنقل البيانات بينها. طبعًا أهم النواقل هو ناقل النظام المكون من قسمين، الأول يصل بين المعالج وبين الجسر الشمالي والثاني يصل بين الذاكرة العشوائية وبين الجسر الشمالي.

### منفذ الطاقة
وهو عبارة عن منفذ يحتوي على ثقوب ليستطيع الاتصال بكابل يتصل مع مزود الطاقة وذلك لتزويد اللوحة الأم بالكهرباء اللازمة للعمل.

### مكثفات الطاقة
مكثفات الطاقة هي المسؤولة عن جودة الإشارة الكهربائية التي تصل إلى المعالج، هذه المكثفات تقاس قوتها بالفاراد، أحجامها وعددها يختلف من لوحة أم إلى أخرى، كلما زادت قوتها وكثر عددها كان انتقال الإشارة أفضل وبالتالي يؤدي إلى أداء أسرع وقلة المشاكل التي قد تحصل، وقد قامت بعض الشركات المصنعة بالاهتمام بمكثفات الطاقة عن طريق ابتكار طرق لتبريدها لضمان أداء أفضل لها، وهذه الشركات هي Abit و Gigabyte.

## كيف يتم تحديد سرعة المعالج وسرعة الناقل الأمامي؟
من خلال تردد الناقل الأمامي، تقوم شريحة الجسر الشمالي بتحديد سرعة المعالج وسرعة ناقل كرت الشاشة، هنا نرى أهمية هذه الشريحة التي تساهم في تحديد نوع المعالج الذي يمكن استخدامه على هذا المذربورد، سرعة المعالج تتحدد بما يسمى «معامل الضرب» وتردد الناقل، وتكون سرعة المعالج عبارة عن ناتج ضرب سرعة الناقل الأمامي بمعامل محدد، مثال على ذلك فان معالج بنتيوم 4 بسرعة 3200 MHZ هو عبارة عن سرعة الناقل الأمامي والتي تعادل 200 MHz مضروبة في معامل الضرب 16. عملية الضرب هذه تقوم بها شريحة الجسر الشمالي والمعالج بنفس الوقت، لذا، إذا كانت الشريحة لا تدعم معامل ضرب 16 أو أنها لا تدعم سرعة ناقل أمامي 200 MHZ فانك لن تستطيع تشغيل معالج 3200 MHZ على هذه اللوحة. كرت الشاشة AGP يعمل على سرعة ناقل 66MHZ، لتقليل سرعة الناقل الأمامي من سرعات 100MHZ و 133MHZ إلى هذه السرعة، فان شريحة الجسر الشمالي تقوم بعملية قسمة Divider تعادل ⅓ لسرعات 100MHZ ومعامل ½ لسرعات 133MHZ، ومعامل ⅓ لسرعات 200MHZ مثالنا لمعالج بنتيوم4 3200MHZ يمر بعملية قسمة تعادل (200 MHz * ⅓) مع جبر الكسر.
| المعالج | تردد المعالج | تردد الناقل الأمامي | تردد منفذ الرسوميات | تردد منفذ الملحقات |
| ------- | ------------ | ------------------- | ------------------- | ------------------ |
| Celeron | 400          | 100                 | ⅔ * 100=66          | ⅓ * 100=33         |
| P4      | 533          | 133                 | ½ * 133=66          | ¼ * 133=33         |
| P4      | 800          | 200                 | ⅓ * 200=66          | 1/6 * 200=33       |